# 춘양곡철교
춘양곡철교(春陽谷鐵橋) 또는 춘양곡철탑(春陽谷鐵塔)은 경상북도 봉화군 춘양면 의양리에 있는 영동선의 철도교이다. 법전역과 춘양역 사이에 있다.

## 개요
높이 30.7m, 길이 71.43m의 철골 교각으로 된 철도 교량으로 1949년 착공되어 1955년 7월 1일 영동선 봉성~춘양 구간의 개통과 함께 열차가 운행하기 시작하였다. 훗날 토목 설계 및 감리회사 유신을 창업한 토목 설계가 전긍렬이 설계하였고, 흥화공작소(현 흥화)가 시공하였다.

## 특징
1996년 길아천철교가 콘크리트로 재가설된 이후 대한민국에 현존하는 유일한 철골 교각 철도 교량이며, 순수한 대한민국 기술로 건설한 최초의 고가 철도 교량이다.

## 참고 자료
- [간이역, 그곳 .7] 봉화 춘양역, 영남일보, 2014년 12월 2일